# 고도마리촌
고도마리촌(小泊村) 아오모리현 기타쓰가루군에 속했던 촌이다. 어업이 중심 산업에서 특히 오징어 잡이는 전체의 70%를 차지한다. 고도마리는 아이누에서 유래되었다.

## 지리
쓰가루 반도의 북단 근처에 위치해, 기타쓰가루군의 최북단에 위치하며 약간 남북으로 긴 형태로 되어있어 곤겐자키가 동해에 뛰쳐나오고 있고 동서 약 13km, 남북 약 16km가 되고있다. 또 평지가 거의 없고 건물의 상당수는 오자키야마의 반도쪽으로 집중한다.

## 연혁
- 1889년 4월 1일 정촌제 시행에 의해 고도마리촌이 성립하였다.
- 2005년 3월 28일 나카사토정과 합병해 나카도마리정이 되었다.

## 교통

### 철도
촌내에는 철도 노선이 지나지 않는다. 가장 가까운 역은 쓰가루 철도 쓰가루 철도선 쓰가루 나카사토역.